# سقی
سقی نام روستایی است در دامنه کوه‌های جنوبی شهرستان گناباد. از شمال به یک دشت وسیع که به شهر گناباد منتهی می‌شود و از جنوب به کوه‌هایی متصل می‌باشد که به شهر باغستان از توابع فردوس منتهی می‌شود و از غرب به روستای روچی (گناباد) و از شرق با روستای کلات (گناباد) همجوار است.
روستای سقی در عرض جغرافیایی ۱۴/۳۴ و طول جغرافیایی ۳۱/۵۸ واقع شده‌است و ارتفاع آن از سطح دریا ۱۶۰۰ متر است. فاصله سقی تا مرکز دهستان زیبد ۵ کیلومتر و تا مرکز شهرستان گناباد. ۲۳کیلومتر است.

## جمعیت
در حالیکه این روستا در سال ۱۳۵۵، ۸۱۶ نفر جمعیت داشته‌است جمعیت آن در سال ۱۳۹۰ به ۲۹۸ نفر کاهش یافته‌است و مهاجر فرستی شدید داشته‌است؛ ولی در اعیاد و مراسم مذهبی از جمله محرم (به ویژه روز عاشورا) جمعیت آن به مراتب بیشتر و به حدود ۷۰۰۰الی ۸۰۰۰ نفر می‌رسد.

## شهدا
روستای سقی دارای پنج شهید می‌باشد که جان خود را در هشت سال دفاع مقدس فدای وطن خود نمودند. سه تن از این شهیدان به نام‌های احمد و محمود قاسمی و یوسف اشرفی در بهشت احمد این روستا دفن هستند و دو تن دیگر به نام‌های زینبی و نقدی در مشهد دفن هستند.

## اقتصاد
روستای سقی معرف است به آلوئه ورایی‌ترین روستای ایران
مردم روستای سقی در فصول مختلف به کارهای متعددی اشتغال دارند. شغل اصلی مردم روستا کشاورزی است که از اواخر زمستان با کاشت غلات شروع می‌شود. پس از کشت غلات نوبت به کشت‌های بهاره نظیر سبزیجات و صیفی جات می‌رسد. این محصولات شامل خیار، لوبیا سبز و گوجه فرنگی می‌شود. البته با خشکسالی‌های اخیر تولید محصولات صیفی روستا کاهش چشم گیر داشته‌است و بیشتر درختان روستا نیز خشک شده‌اند.
مردم روستا در کنار کشاورزی خود کارهای متعددی از قبیل دامداری نیز دارند. به این منظور در کنار کشت محصولات یاد شده کاشت علوفه‌های دامی نظیر یونجه، شبدر، ذرت علوفه‌ای و چغندر به منظور تأمین نیاز دامهای اهالی نیز انجام می‌شود.
دام‌های تحت پرورش شامل گوسفند، گاو و مرغ می‌شود. البته در فصل بهار پرورش کرم ابریشم که از کارهای با درآمد مناسب است نیز انجام می‌شود.
از دیگر اقلام کشت در روستا زعفران می‌باشد. این محصول مدتهاست که در این منطقه کشت می‌شود و پیشینه کاشت آن اگر قدیمی تر از زعفران قائنات نباشد هم دوره با آن می‌باشد.
اقتصاد چند محصولی این منطقه این امکان را به مردم داده‌است که در صورت افت قیمت یا خسارات طبیعی وارده به برخی از محصولات، مردم را دچار تنگدستی و فقر نکند.
در دهه ۹۰ به همت جوانان روستا یک هکتار گلخانه آلوئه ورا در این روستا احداث شده که باعث اشتغالزایی و درآمد زایی خوبی برای جوانان این روستا شده‌است.

## توابع روستا
روستای سقی و آبادی‌های تابعه آن اگر چه ۱۶ قنات کوچک و و یک چشمه دارد لیکن از روستاهای به شدت کم‌آب منطقه بحساب می‌آید. وسعت اراضی قابل کشت روستا ۱۸۸ هکتار است.
کلاته آخوند، کلاته برگریزان، کلاته بالا، حصار بالا، حصار میانی، حصار پایین، برونوک علیا، برونوک سفلی، کلاته میر، بهسقی، نوده، چراچ، چشمه، کلاته نو، کلاته کشتلگ، تیغ بلند (نایب)، کلاته پلنگی و قنات مرکزی سقی، ۱۶ قنات مربوط به این روستا می‌باشند.